# Okres Ropczyce-Sędziszów
Okres Ropczyce-Sędziszów (polsky Powiat ropczycko-sędziszowski) je okres v polském Podkarpatském vojvodství. Rozlohu má 548,89 km² a v roce 2021 zde žilo 74 006 obyvatel. Sídlem správy okresu je město Ropczyce.

## Gminy
Městsko-vesnické:
- Ropczyce
- Sędziszów Małopolski

Vesnické:
- Iwierzyce
- Ostrów
- Wielopole Skrzyńskie

## Města
- Ropczyce
- Sędziszów Małopolski